# 1902-es argentin labdarúgó-bajnokság (első osztály)
Az 1902-es Primera División volt a 11. alkalommal megrendezett, legmagasabb szintű labdarúgó-bajnokság Argentínában.
A címvédő az Alumni volt. A bajnokságot újra az Alumni csapata nyerte meg, a bajnokság történetében harmadjára.

## Tabella
| Hely. | Csapat     | M | Gy | D | V | G+ | G– | Gk  | P  | Továbbjutás vagy kiesés |
| ----- | ---------- | - | -- | - | - | -- | -- | --- | -- | ----------------------- |
| 1.    | Alumni (B) | 8 | 7  | 1 | 0 | 24 | 3  | +21 | 15 | Bajnokcsapat            |
| 2.    | Barracas   | 8 | 5  | 0 | 3 | 12 | 13 | −1  | 10 |                         |
| 3.    | Quilmes    | 8 | 3  | 1 | 4 | 6  | 6  | 0   | 7  |                         |
| 4.    | Belgrano   | 8 | 1  | 3 | 4 | 17 | 20 | −3  | 5  |                         |
| 5.    | Lomas      | 8 | 1  | 1 | 6 | 3  | 10 | −7  | 3  |                         |